# 1446 en santé et médecine
| Années de la santé et de la médecine : 1443 - 1444 - 1445 - 1446 - 1447 - 1448 - 1449    |
| Décennies de la santé et de la médecine : 1410 - 1420 - 1430 - 1440 - 1450 - 1460 - 1470 |

Cet article présente les faits marquants de l'année 1446 en santé et médecine.

## Événements
- 18 octobre : fondation par le roi Henri VI de la Barber-Surgeons' Guild (« compagnie des barbiers-chirurgiens ») de Dublin, première association médicale des îles Britanniques[1].
- En Franche-Comté, la maladrerie de La Vèze est détruite par un incendie et celle d'Arbois n'accueille plus aucun lépreux[2].
- Fondation par Alphonse le Magnanime, roi d'Aragon, de l'université de Gérone, dotée dès l'origine d'une faculté de médecine[3].
- Une lettre de rémission est accordée par le roi Charles VII à un laboureur de Wissous en Hurepoix, dans le domaine royal, « pour l'euthanasie de son frère atteint de la rage[4] ».

## Publication
- Traduction anglaise de la Philomena de John Bradmore († 1412), chirurgien du roi Henri IV, traité de chirurgie rédigé en latin entre 1403 et la mort de l'auteur[5].

## Personnalités
- Fl. Guillaume Laguiole[6] et Jean Bordelli[6], barbiers, respectivement à Bozouls dans le Rouergue et Calvisson en Languedoc.
- Fl. Guichard de Tronchonaz, barbier ou chirurgien à Genève[7].
- Fl. Élie Combareil, chirurgien à Saint-Geniez-d'Olt, en Rouergue[6].
- Fl. Abraham Salomon, médecin, « au service du roi René qui le dispens[e] de toute imposition judaïque[7] ».
- 1424-1446 : fl. Étienne Manissier, barbier, à Lyon, plusieurs fois « élu maître du métier[7] ».
- 1444-1446 : fl. Thomas Berthonel, docteur en médecine, établi à Toulouse[6].
- 1446-1460 : fl. Barthélemy Montagnana, professeur de médecine à Padoue[8].
- 1446-1477 : fl. Gérard Jeronimi, clerc et médecin, reçu docteur à Paris, membre et bienfaiteur du chapitre de Reims[7].

## Décès
- Avant juillet : Jean Ganivet (né à une date inconnue), franciscain de Vienne, auteur de l'Amicus medicorum (1431), traité d'astrologie médicale inspiré du Judicium de urina non visa (1220) de Guillaume l'Anglais[9].
- 6 octobre : Guillaume Lefranchois (né à une date inconnue), docteur en médecine et théologien dont le transi est exposé au musée des beaux-arts d'Arras[10].
- Étienne de Rovroy (né à une date inconnue), professeur de médecine à Paris, doyen de la faculté en 1416-1417[7].